# Винная карта

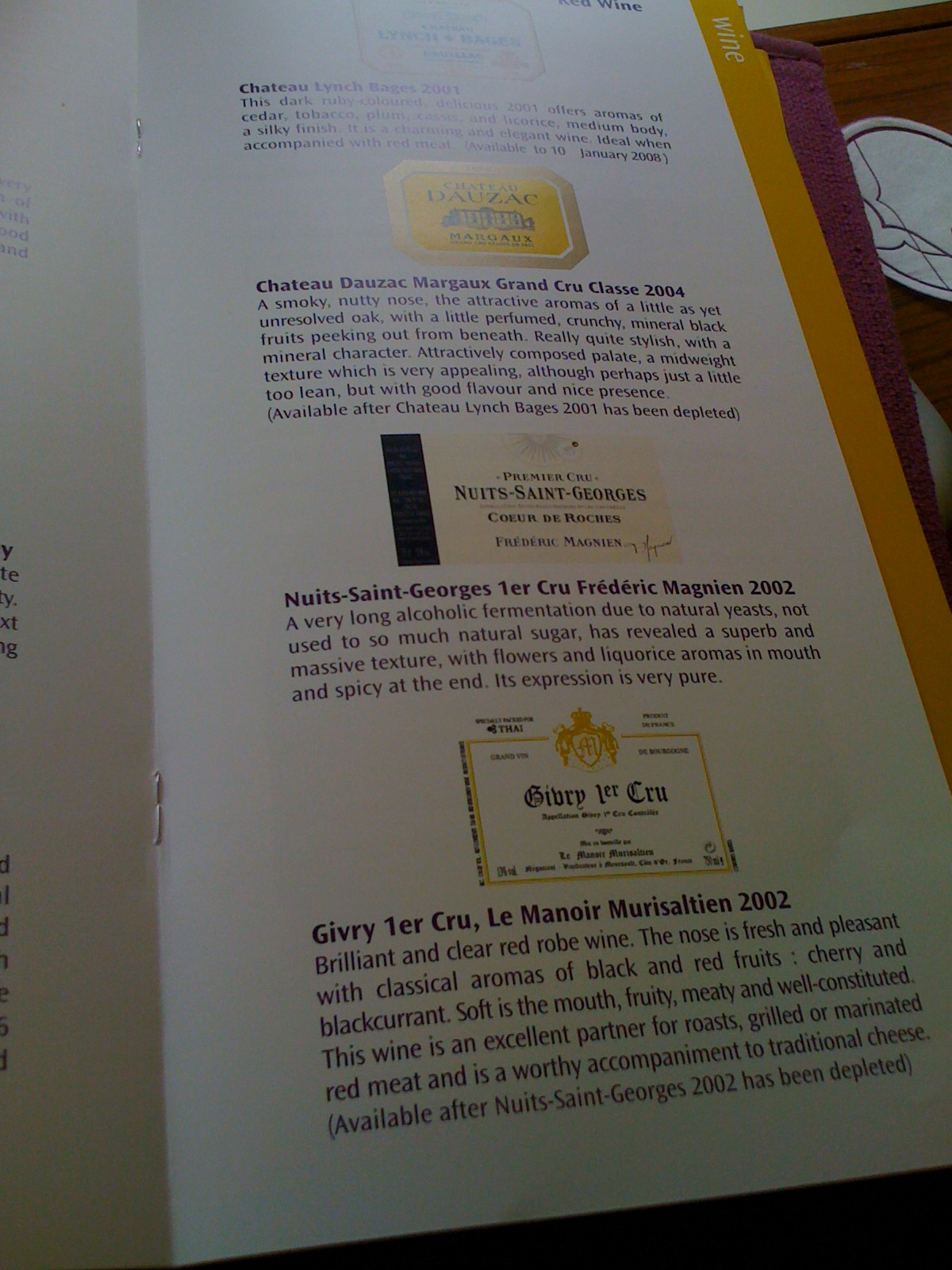
Винная карта гонконгского ресторана

Винная карта (альтернативное название — «карта вин») — ассортиментный перечень, прейскурант вин в ресторане. Выпускается в виде отдельного каталога на плотной бумаге в кожаном переплёте или отдельным разделом общего меню ресторана. 
Винная карта зависит от стиля, ориентированности кухни, ассортимента блюд и других особенностей концепции заведения общественного питания. Нередко винная карта включает не только вина, но и все алкогольные и безалкогольные напитки, предлагаемые в ресторане.
Материалы, из которых изготавливаются данные изделия, различны: винная карта из кожи или карта вин из кожзаменителя, картон, дизайнерская бумага. 
Кроме того, изготавливают карты вин из кожи: бычья кожа, обработанная специальным химическим составом обладает водоотталкивающими свойствами. 
Толщина кожаной карты вин составляет 3 до 5 мм. Такие карты вин являются наиболее долговечными и износоустойчивыми.
Существуют два варианта структурирования универсальной винной карты:
1. Винная карта состоит из трёх разделов, исходя из последовательности подачи алкоголя в ресторане: аперитивы, вина (с разделением по месту производства и цвету), дижестивы.
2. Винная карта состоит из трёх разделов, исходя из категории алкоголя: крепкоалкогольные напитки (с делением на подразделы — водка, коньяк, арманьяк, виски, ром, джин, текила, настойки), вина, вермуты, коктейли, пиво и безалкогольные напитки.

Плюсами винной карты считается богатство ассортимента, наиболее полное описание и постоянное наличие всех указанных позиций. Традиционно указываемая в винной карте информация о вине: название, год урожая, сорт (или сорта) винограда, качественная категория, район производства, сведения о производителе, срок и нюансы выдержки, содержание спирта, объём бутылки, цена. В ресторанах высокого ценового уровня винная карта по содержанию и оформлению обязательно отличается от конкурирующих заведений, включает наиболее редкие, уникальные и рейтинговые вина, коньяки, арманьяки, виски и другие напитки, а помощь в выборе по винной карте оказывает не официант, а сомелье.